# 軍務官
軍務官（ぐんむかん）とは、新政府の軍事防衛を司った機関である。1869年（明治2年）、兵部省に改組された。この項では軍務官に至る新政府初期の軍事防衛担当部門の変遷を含めて記述する。

## 沿革
慶応3年12月9日（1868年1月3日）、新政府に総裁・議定・参与の三職を置き、新しい体制となった。明治元年1月17日（1868年2月10日）、三職の職制を定めて分課し七科制となり、海陸軍の部署として海陸軍科が置かれ、議定の中から海陸軍務総督が、参与から海陸軍務掛が就任し、練兵・守衛・緩急・軍務を担当した。
明治元年2月3日（1868年2月25日）、三職七科を改めて三職八局とし、海陸軍科は軍防事務局となり、仁和寺宮嘉彰親王が軍防事務局督に就任し、その下に輔と判事をおいた。
明治元年閏4月21日（1868年6月11日）、三職八局の体制を太政官七官とし、新たに軍務官が置かれ、郷兵・招募・守衛・軍備の事項を担当した。軍務官の長の知事には仁和寺宮嘉彰親王が就任した。組織としては、海軍局・陸軍局の二局と、築造司・兵船司・兵器司・馬政司の四司が置かれた。海軍局には一等から三等の海軍将が、陸軍局にも同様な陸軍将の官職が置かれ、これらは兵部省となってから大将、中将、少将と改称された。役所は旧京都守護職屋敷に置かれた。
明治2年7月8日（1869年8月15日）、官制が大改正され新たに2官6省が置かれ、軍務官は兵部省に再編された。跡地には京都府庁が移転した。

## 歴代幹部
※日付は旧暦、括弧内は新暦。

### 海陸軍科
海陸軍務総督（議定）
- 仁和寺宮嘉彰親王：明治元年1月17日（1868年2月10日） - 2月20日（3月13日）
- 岩倉具視：明治元年1月17日 - 2月20日
- 島津忠義：明治元年1月17日 - 2月20日

海陸軍務掛（参与）
- 広沢真臣：明治元年1月17日 - 2月9日（3月2日）
- 西郷隆盛：明治元年1月17日 - 2月14日（3月7日）
- 土倉正彦：明治元年1月24日（1868年2月17日） - 2月7日（2月29日）
- 林通顕：明治元年1月25日（1868年2月18日） - 2月14日
- 吉井友実：明治元年1月29日（1868年2月22日） - 2月20日

### 軍防事務局
督
- 仁和寺宮嘉彰親王：明治元年2月20日（1868年3月13日） - 閏4月21日（6月11日）

輔
- 鍋島斉正：明治元年3月2日（1868年3月25日） - 3月9日（4月1日）
- 長岡護美：明治元年3月2日 - 閏4月21日

権輔
- 烏丸光徳：明治元年2月20日 - 閏4月21日

判事
- 津田信弘：明治元年2月20日 - 閏4月21日
- 吉井友実：明治元年2月20日 - 閏4月21日
- 吉田良栄：明治元年2月20日 - 閏4月21日
- 土肥修平：明治元年2月20日 - 閏4月21日
- 大村益次郎：明治元年4月27日（1868年5月19日） - 閏4月21日

### 軍務官
知事
- 仁和寺宮嘉彰親王：明治元年閏4月21日（1868年6月11日） - 明治2年7月8日（1869年8月15日）

副知事
- 長岡護美：明治元年閏4月21日（1868年6月11日） - 明治2年5月7日（1869年6月16日）
- 大村益次郎：明治元年10月24日（1868年12月7日） - 明治2年7月8日（1869年8月15日）
- 有馬頼咸：明治2年2月12日（1869年3月24日） - 5月7日（6月16日）

判事
- 吉井友実：明治元年閏4月21日（1868年6月11日） - 明治2年5月22日（1869年7月1日）
- 大木喬任：明治元年閏4月28日（1868年6月18日） - 7月12日（8月29日）
- 大村益次郎：明治元年5月7日（1868年6月26日） - 10月24日（12月7日）
- 長谷川景隆：明治元年5月12日（1868年7月1日） -
- 十時維恵：明治元年5月12日（1868年7月1日） - 6月3日（7月22日）
- 桜井直養：明治元年6月3日（1868年7月22日） - 明治2年7月8日（1869年8月15日）
- 海江田信義：明治元年8月23日（1868年10月8日） - 明治2年1月22日（1869年3月4日）
- 河田景与：明治2年1月18日（1869年2月28日） - 7月8日（8月15日）